# With a Song in My Heart (chanson)
Pour les articles homonymes, voir With a Song in My Heart (homonymie).
With a Song in My Heart est une chanson composée par Richard Rodgers et Lorenz Hart pour la comédie musicale Spring Is Here (1929). C’est également un standard de jazz.